# Tesla Model 3
Tesla Model 3 je elektromobil střední třídy, který vyrábí americká automobilka Tesla od roku 2017 ve Fremontu v Kalifornii (VIN začíná 5YJ) a od cca října 2021 v Gigafactory Shanghai v Číně (VIN začíná LRW). Všechny modely z Shanghaie jsou vybaveny např. tepelným čerpadlem, které snižuje spotřebu zejména v zimních podmínkách nebo byly zbaveny chromovaných prvků (zůstalo pouze přední a zadní logo a příp. nápis "Dual Motor"). Od roku 2024 je na trhu verze po dalším faceliftu s názvem Highland (vyznačuje se především méně výraznými předními světlomety, nápisem TESLA na víku zadního kufru a také chybějící páčkou ovládající směrovky - místo ní se používá tlačítko na volantu). Vozidlo bylo oficiálně představeno v březnu 2016 Elonem Muskem. Je to první model Tesly, který cílí na široký trh, na rozdíl od ostatních, luxusnějších, modelů automobilky, modelů Tesla Model S a Tesla Model X. V květnu 2019 začínala cena vozu ve Spojených státech v přepočtu na 800 tisících korun bez daně. Verze s nejvyšším dojezdem, udávaným podle standardu WLTP, má dojezd až 560 kilometrů na jedno nabití. Technická prohlídka silničního vozidla ukazuje, že Model 3 často pro závady neprojde. Zároveň to je automobil s nejnižšími náklady na údržbu a provoz.

## Galerie

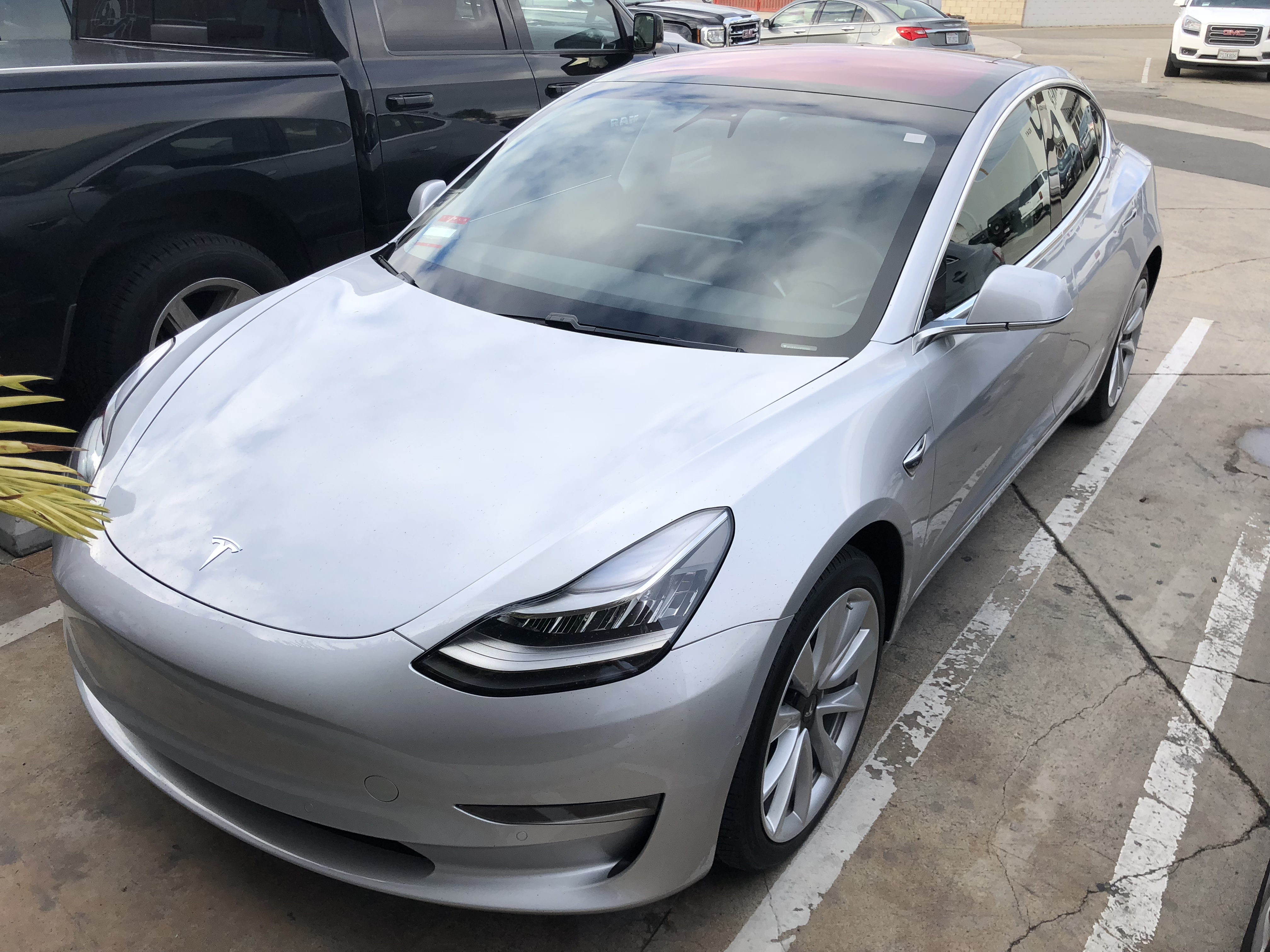
Přední část
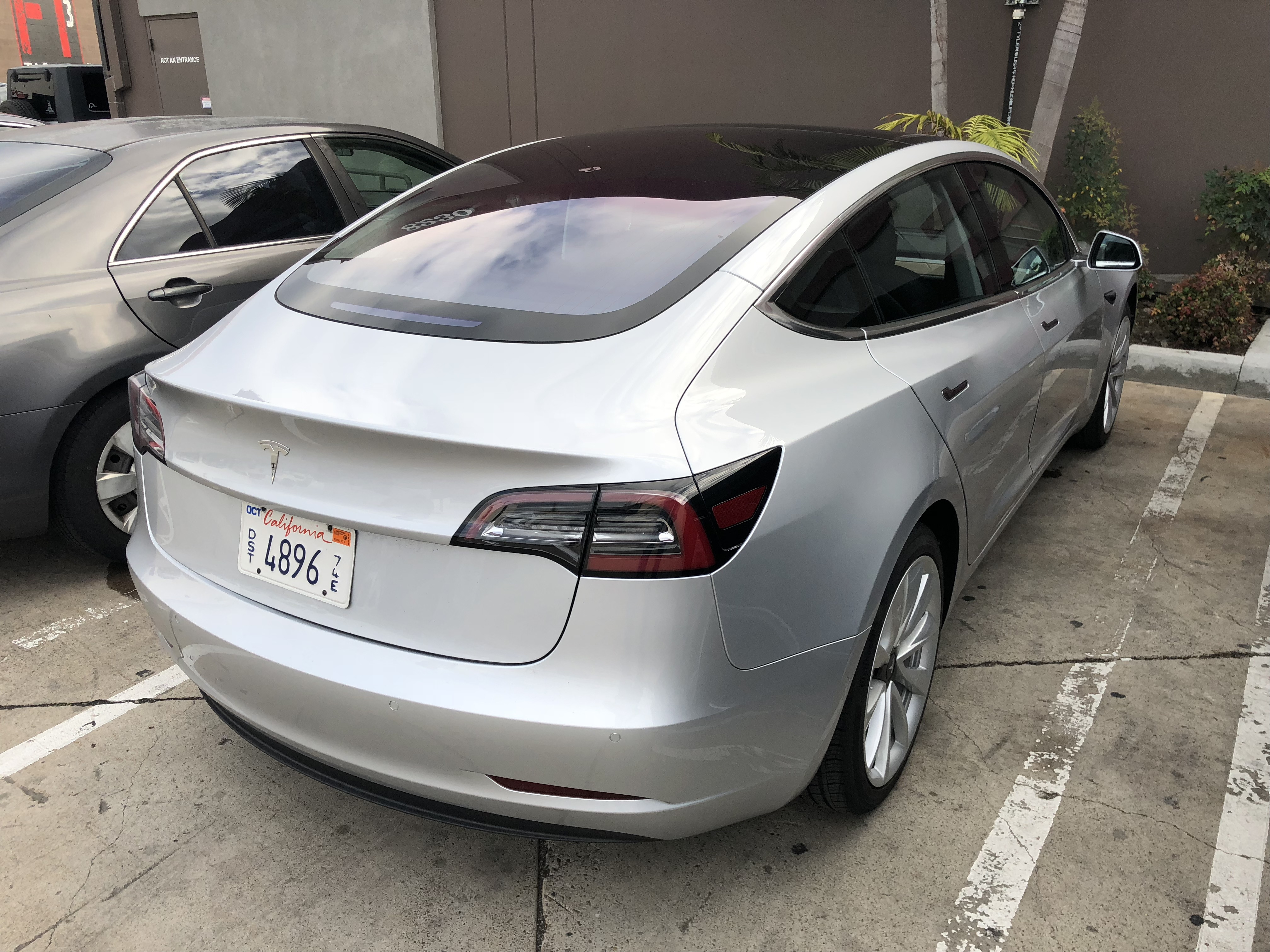
Zadní část
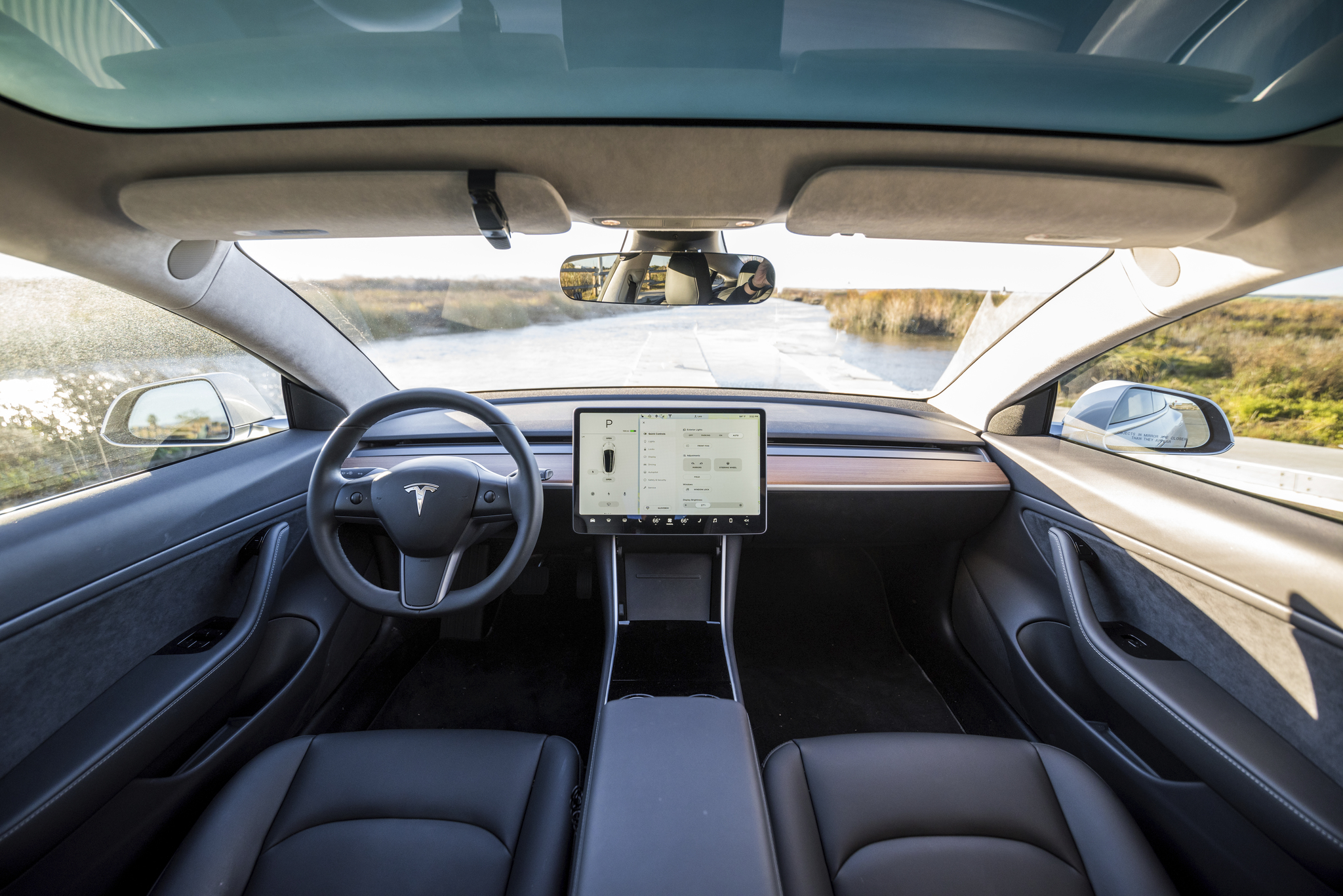
Interier (černá varianta)
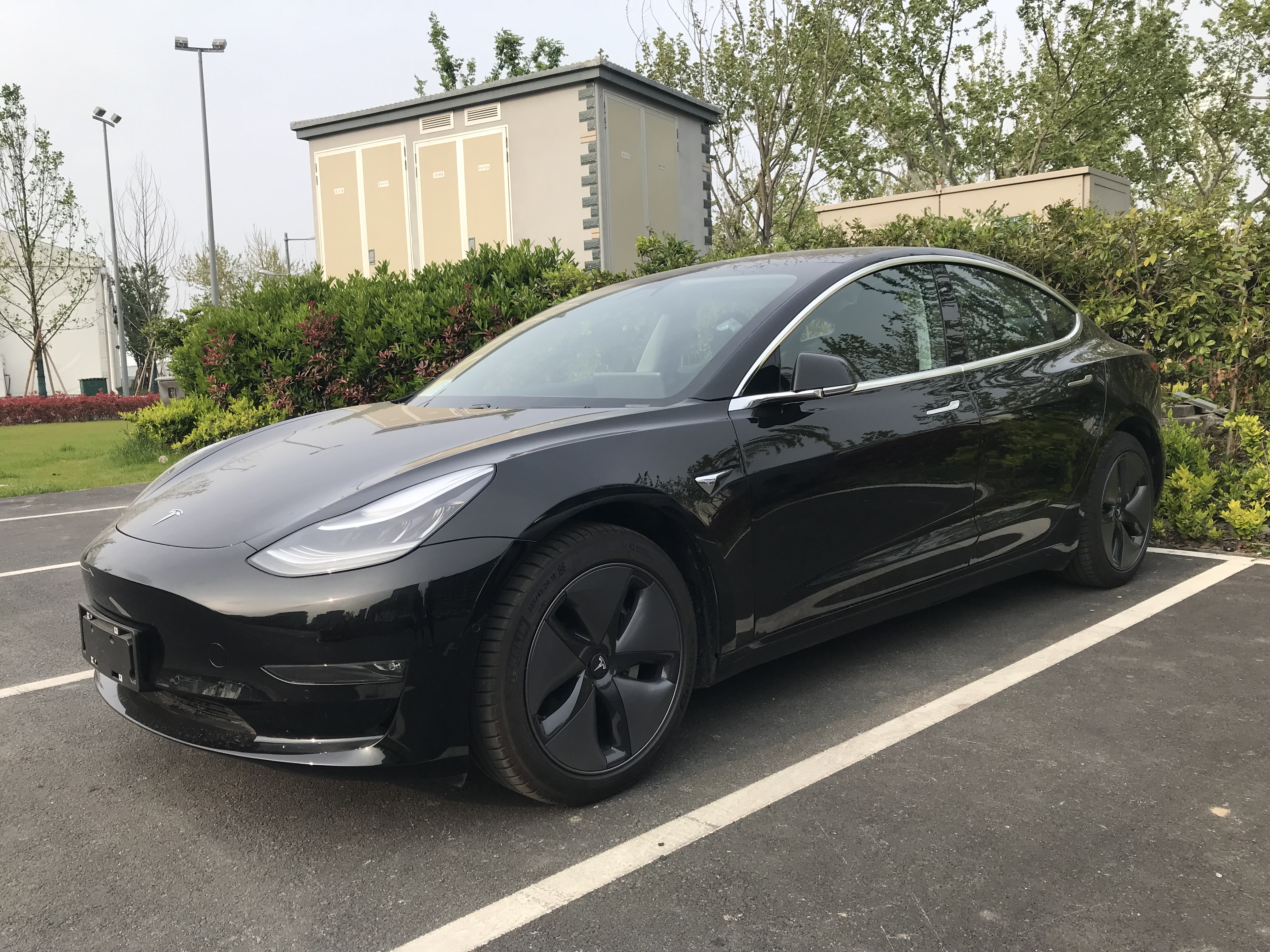
Model 3
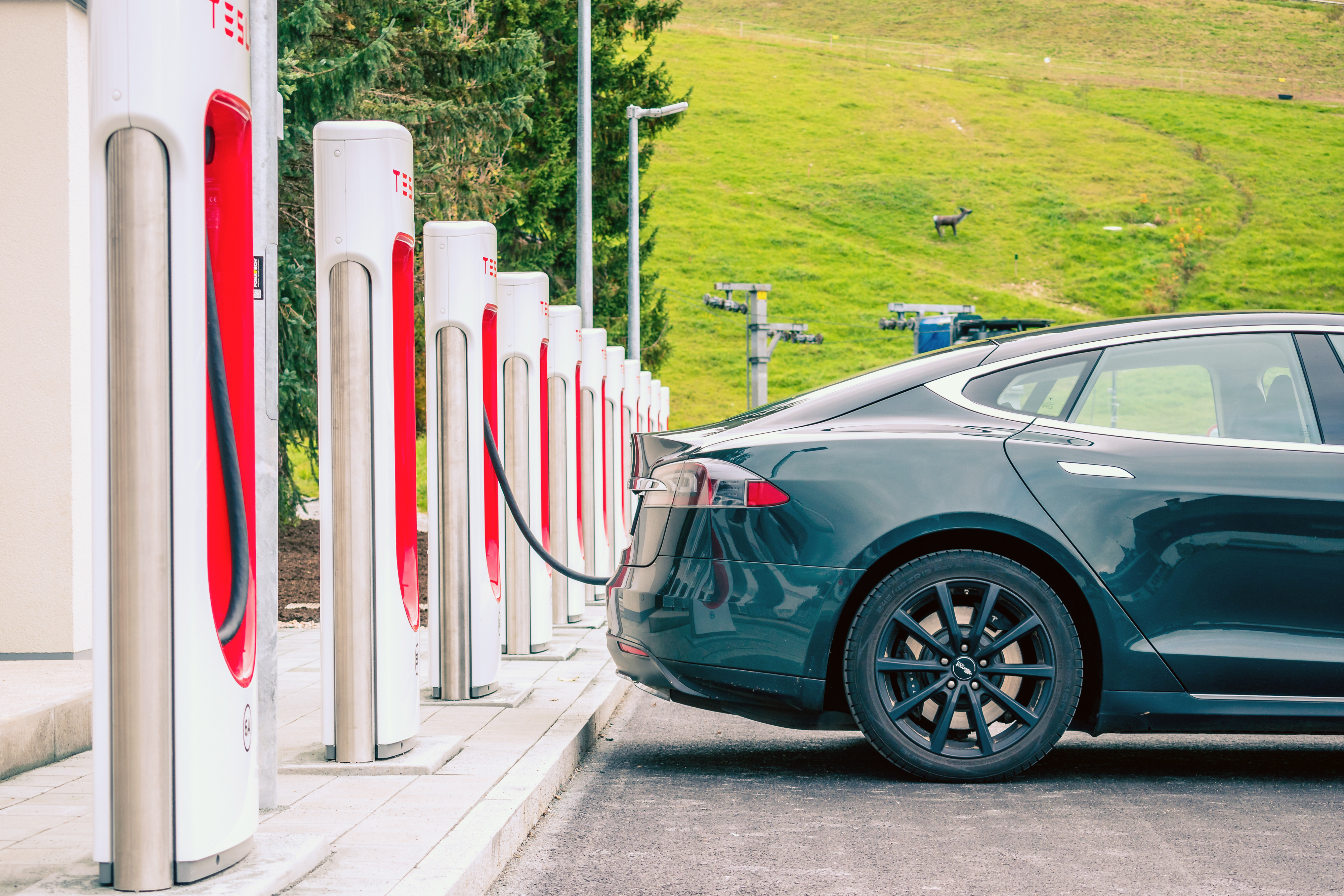
Tesla Supercharger

## Specifikace
Verze automobilu Tesla Model 3 v květnu 2019.
| Verze                               | Standard Range           | Standard Range Plus      | Mid Range                                    | Long Range                                                           | Long Range                 | Long Range                 |
| Pohon                               | Zadní                    | Zadní                    | Zadní                                        | Zadní                                                                | 4x4                        | 4x4 Performance            |
| ----------------------------------- | ------------------------ | ------------------------ | -------------------------------------------- | -------------------------------------------------------------------- | -------------------------- | -------------------------- |
| Výroba                              | březen 2019 – současnost | březen 2019 – současnost | říjen 2018 – březen 2019                     | březen 2019 – Současnost (Dříve vyráběno červenec 2017 – říjen 2018) | červenec 2018 – současnost | červenec 2018 – současnost |
| Základní cena v amerických dolarech | US$35,000                | US$39,500                | US$40,000                                    | US$46,500                                                            | US$49,500                  | US$59,500                  |
| Dojezd                              | EPA: 220 mi 354 km*      | EPA: 240 mi 386 km       | EPA: 264 miles (425 km) kombinovaná spotřeba | EPA: 325 miles (523 km) kombinovaná spotřeba                         | WLTP: 560 km 348 mi        | WLTP: 530 km 329 mi        |
| Spotřeba                            | -                        | 16 kWh / 100 km          | 17 kWh / 100 km                              | 16 kWh / 100 km                                                      | 18 kWh / 100 km            | 18 kWh / 100 km            |
| Kapacita baterií                    | 50 kWh (180 MJ)          | -                        | 62 kWh (220 MJ)                              | 75 kWh (270 MJ)                                                      | 75 kWh (270 MJ)            | 75 kWh (270 MJ)            |
| Zrychlení (0–97 km/h)               | 5.6 sekund               | 5.3 sekund               | 5.2 sekund                                   | 5.0 sekund (při testu dosaženo i 4.6 sekund)                         | 4.5 sekund                 | 3.2 sekund                 |
| Nejvyšší rychlost                   | 209 km/h                 | 225 km/h                 | 225 km/h                                     | 225 km/h                                                             | 233 km/h                   | 261 km/h                   |

*V Kanadě je od jara 2019 dostupná verze Standard Range se softwarovým uzamknutím na dojezd 150 kilometrů (běžně až 354 kilometrů) za cenu 45 000 Kanadských dolarů. Tesla se tímto způsobem snaží obejít podmínku, kdy státní dotace na nákup elektromobilu platí pouze na vozy do ceny 45 000 CAD. Pokud automobilka nabídne takový model, automatický platí dotace i na dražší verze modelu.
Některé aktuálně vyráběné verze modelu 3 ve Spojených státech nemusí být dostupné v České republice a dalších zemích Evropy.

## Nabíjení
Tesla Model 3 je první sériově vyráběný vůz, který lze nabíjet výkonem až 255 kW. Tímto způsobem lze dobíjet na speciálně upravených stanicích Supercharger V3 baterie automobilu z 9% na 90% kapacity za 35 minut, respektive 5 minutami nabíjení zvýšíme dojezd až o 120 kilometrů.

## Model 3 v České republice
3. října 2019 byla otevřena první oficiální prodejna automobilky Tesla v České republice v pražských Vysočanech. Ve stejný den byl spuštěn online konfigurátor vozů modelu S, X a 3 v českém jazyce a s českými cenami. 11. března 2020 byla oficiálně předána první várka přibližně 40-50 vozidel prvním majitelům. Tesla spustila oficiální prodej modelu 3 v Evropě v lednu 2019 s prvními dodávkami v únoru 2019(vybrané státy). Vůbec první vozy modelu 3 byly dodány prvním majitelům v červenci 2017 v USA.
Ceny a příplatkové výbavy Modelu 3 k datu 25.11.2019 dostupné pro český trh:
| Základní cena                      | Základní cena       | Základní cena   | Základní cena                |
| Verze                              | Standard Range Plus | Long Range      | Long Range Performance       |
| Cena                               | 1 199 200 Kč        | 1 426 200 Kč    | 1 611 200 Kč                 |
| Poplatek za doručení a dokumentaci | 25 500 Kč           | 25 500 Kč       | 25 500 Kč                    |
| Barva                              | White Pearl         | White Pearl     | White Pearl                  |
| Kola                               | 18' Aero Wheels     | 18' Aero Wheels | 20’’ Gray Performance Wheels |
| ---------------------------------- | ------------------- | --------------- | ---------------------------- |

| Příplatková výbava             | Příplatková výbava  | Příplatková výbava | Příplatková výbava     |
| Verze                          | Standard Range Plus | Long Range         | Long Range Performance |
| Světlý interiér                | 28 400 Kč           | 28 400 Kč          | 28 400 Kč              |
| Autopilot                      | 171 000 Kč          | 171 000 Kč         | 171 000 Kč             |
| Barva Solid Black              | 28 400 Kč           | 28 400 Kč          | 28 400 Kč              |
| Barva Midnight Silver Metallic | 28 400 Kč           | 28 400 Kč          | 28 400 Kč              |
| Barva Deep Blue Metallic       | 28 400 Kč           | 28 400 Kč          | 28 400 Kč              |
| Barva Red Multi-Coat           | 57 000 Kč           | 57 000 Kč          | 57 000 Kč              |
| Tažné zařízení                 | 28 400 Kč           | 28 400 Kč          | Nelze                  |
| Sport 19' kola                 | 42 700 Kč           | 42 700 Kč          | Nelze                  |
| 20’’ Gray Performance Wheels   | 42 700 Kč           | 42 700 Kč          | V ceně                 |
| ------------------------------ | ------------------- | ------------------ | ---------------------- |